# Unmasked
Unmasked (с англ. — «Разоблачённые») — восьмой студийный альбом (не считая концертных и сборников) американской хард-рок-группы Kiss, изданный 20 мая 1980 года. Последний студийный альбом группы с оригинальным составом: Джин Симмонс, Пол Стэнли, Эйс Фрейли и Питер Крисс, хотя Питер Крисс фактически не принимал участия в записи альбома.
Альбом достиг 35-й позиции в американском чарте Billboard Top LPs & Tape и был отмечен золотым — это стало так называемой «золотой деградацией» группы. Альбом стал самым поп-ориентированным альбомом Kiss. Позднее критиками отмечалась деградация группы с этим альбомом.

## Об альбоме
Ещё с предыдущего альбома Dynasty на ударных играл Энтон Фиг, ударник из сольного проекта Эйса Фрэйли, предложенный для записи Вини Понсия продюсером проекта Питера Крисса, однако в Dynasty ударные Крисса можно услышать на одной из песен. В Unmasked же Энтон Фиг играет на ударных все песни альбома.
Альбом назвали ещё одним шагом назад для Kiss: это был первый альбом с «Rock and Roll Over» 1976 года, который не включал вокал всех четырёх участников группы (не считая четырёх сольных проектов в 1978)

Ну, я думаю, что это сейчас широко известно, да и Джин в своей новой книге упомянул, что они позвали меня играть с ними, но я никогда не давал обещания остаться с ними надолго, потому что я чувствовал, что это было не подходящее для меня место. Точно то же самое сказали и многие другие.
— Энтон Фиг про своё участие в записях Kiss
Другой проблемой стало то, что Эйс Фрэйли отказался играть в песнях Пола Стэнли и Джина Симмонса, записав партии только для своих песен (правда, опять-таки все, кроме ударных). В остальных песнях гитарные соло играл Стэнли. Фрэйли же, получив в то время максимум свободы, уже не чувствовал себя в Kiss как в своей тарелке. Эрик Карр свидетельствует:

Когда ушёл Питер, это событие огорчило Эйса. Он потерял многое, когда потерял Питера. После этого события очень много различных вещей переменилось в Эйсе. Он потерял искру. Это уже не был тот Эйс, это уже не был тот Kiss. Это просто стало неинтересным для него
— Эрик Карр

«Unmasked» был достаточно странным альбомом — Питер покинул нас, и в группе наступил кризис. У нас были проблемы в том, что KISS всегда являлись группой четырёх, со своими характерными особенностями. Оставшись втроём, мы просто не знали как нам быть и что делать.
— Пол Стэнли
Энтон Фиг не мог заменить четвёртого персонажа, так как Kiss всегда были четырьмя яркими личностями, характерами, и чтобы сохранить группу, Полу, Джину и Эйсу пришлось устроить прослушивание барабанщиков, один из которых, по имени Пол Каравелло, в дальнейшем известный как Эрик Карр — «the Fox» и удостоился чести стать новым членом KISS.

В тот момент, когда меня пригласили в группу и я стал играть с ними, они выглядели ужасно. Я хочу сказать, что они были очень распущенны, они не играли вместе долгое время.
— Эрик Карр
Синхронизированная немецкая телевизионная постановка «Talk to Me» и «She’s So European» включала дебют Эрика Карра, который стал постоянным ударником группы до своей смерти в конце 1991 года.
Первый концерт в обновлённом составе состоялся 25 июля в Нью-Йорке в зале «Palladium». Затем последовало долгожданное турне по Европе, а в конце 1980 года Kiss впервые посетили Австралию. Концерты в Австралии были поистине грандиозны, они проходили на открытых площадках, вмещавших от 40 до 70 тысяч зрителей, и включали в себя все знаменитые трюки, все хиты, а также песни из последнего альбома.
Заключительный концерт австралийского тура прошёл в Окленде, в Новой Зеландии 3 декабря, и это было последнее полномасштабное шоу Kiss с Эйсом Фрэйли.

## Видеоклип
Группа сняла видеоклип на песню «Shandi», совместно с Питером Криссом. Это был последний раз, когда Крисс работал в группе в любом качестве вплоть до их воссоединения 17 июня 1998.

Это было время, когда я покидал KISS. Всё было ужасно, просто кошмар! Все, кто работал с нами, знали, что я собираюсь уйти. И все были расстроены этим. Девушки, которые ухаживали за нашими костюмами, просто рыдали. Тур-менеджеры тоже. Это было очень эмоционально. Все знали, что это был последний раз, когда они могли увидеть меня с группой. Поэтому для всех нас было очень тяжело сниматься в этом видео, так как все были расстроены. Когда мы закончили, то все члены KISS немедленно прибежали в гримёрную и я никогда не видал, чтобы они так быстро смыли грим и ушли! И я просто остался один. Усевшись, я посмотрел на свою коробку из-под грима и сказал: «Ну, кажется, вот и всё»

В автобиографии Kiss Питер Крисс откровенно признаётся, что после съёмок группы он последний уходил из гримерки, и упал и начал плакать.

К несчастью, все были неблагодушно настроены. Как это ни прискорбно, история иногда повторяется. Группа решила, что в данное время мы не позволим одному человеку решать, будем ли мы продолжать или нет. Я искренне желаю Питеру всего хорошего.
— Пол Стэнли про уход Питера Крисса

## Детали издания

Mexican «Swirley Vinyl» Version

Записан и смиксован альбом был при участии Джея Массина и Гэри Рассела на Record Plant Studios в Нью-Йорке в январе-феврале 1980 года. Автор дизайна обложки Виктор Стабин. Включает постер и товарную форму. Альбом стал золотым 30 июля 1980 года, когда было продано 500 000 копий. Также был перевыпущен в разных странах совместно с другими лейблами.
Mexican «Swirley Vinyl» Version — это очень редкий мексиканский виниловый выпуск, который продаётся за 350 долларов и дороже. Он также был выпущен в виде разноцветного белого, жёлтого и золотого водоворота, а также на чистом виниле.
Список переизданий альбома:
| - Casablanca/PolyGram 6302-032 (Австралия, 13/6/1980) - Casablanca/Phonogram 6302-032 (Европа, 6/1980) - Casablanca/Phonogram CALP-5062 (Италия, 1980) - Casablanca/Polystar 25S-3 (Япония, 1980) - Polystar R00C-2022 (Япония, 1984) - Polystar P33C-20010 (Япония, 1987 — CD Перевыпуск) - Mercury PHCR-6111 (Япония, 1997 — CD Переиздание) - Universal/Mercury PHCR-94051 (Япония, 19/9/1998 — Перевыпуск) - Universal/Mercury UICY-3850 (Япония, 19/6/2005 — Перевыпуск) - Universal Music UICY-6424 (Япония, 27/9/2006 — Перевыпуск) - Casablanca/PolyGram LPR-43038 (Мехико, 1980 — various color vinyls) - Mercury/Phonogram STAR-5127 (ЮАР, 1980) - Mercury/Phonogram 6302-032 (Англия, 6/1980) - Casablanca NBLP-7225 (США, 20/05/80) - Casablanca/PolyGram 800—041-1/2/4 (США Перевыпуск, 7/1985, CD, 7/1987) - Mercury 532—389-2/4 (Int. Переиздание, 7/10/97) |

Сертификация RIAA: золото

## Критика
Критики отмечают этот альбом как упадок в истории Kiss. В частности они критикуют бездарное продюсирование Винни Понсия, и отмечают отклонение в сторону поп-музыки в музыкальной составляющей.

Kiss становятся попсой, пока Humble Pie спотыкаются как динозавр, ждущий наступления очередного ледяного периода, в котором он бы выглядел не таким несчастным. По крайней мере, Judas Priest ведут войну. На British Steel они даже звучат так, как будто это они — победители.
Оригинальный текст (англ.)
Kiss are going pop, while Humble Pie are stumbling around like dinosaurs waiting for another ice age to put them out of our misery. At least Judas Priest are waging a war. On British Steel, they even sound like they’re winning.

— Дэвид Фрике, Rolling Stone, октябрь 1980

Ну, приглашение Винни Понсия (продюсера Dynasty) обратно на ещё одну запись было не таким ярким. Возможно, он был безработным по закону. Конечно, вы посадили его в кабриолет как свадебного генерала, но не подпускали к вожжам. Но нет, этот клоун должен был засунуть палец в торт, и вместе вы создали сингл, который никто не покупал, «Shandi».
Оригинальный текст (англ.)
Well, bringing Vini Poncia (producer of Dynasty) back for another go-round wasn’t so bright. Maybe he was an out of work in-law. Sure, you get him a gig as a roadie and you keep him away from the console. But no, this clown had to have a finger in the pie and together you created the single nobody bought, «Shandi»

— Джейсон Джозефес, декабрь 1999

## Список композиций
| №                   | Название                         | Автор(ы)                                      | Основной вокал      | Длительность |
| ------------------- | -------------------------------- | --------------------------------------------- | ------------------- | ------------ |
| 1.                  | «Is That You?»                   | Джерард МакМахон                              | Пол Стэнли          | 3:59         |
| 2.                  | «Shandi»                         | Стэнли, Вини Понсия                           | Стэнли              | 3:36         |
| 3.                  | «Talk to Me»                     | Эйс Фрейли                                    | Фрейли              | 4:00         |
| 4.                  | «Naked City»                     | Джин Симмонс, Понсия, Боб Кулик, Пэппи Кастро | Симмонс             | 3:49         |
| 5.                  | «What Makes the World Go ’Round» | Стэнли, Понсия                                | Стэнли              | 4:14         |
| Общая длительность: | Общая длительность:              | Общая длительность:                           | Общая длительность: | 19:38        |

| №                   | Название                 | Автор(ы)            | Основной вокал      | Длительность |
| ------------------- | ------------------------ | ------------------- | ------------------- | ------------ |
| 6.                  | «Tomorrow»               | Стэнли, Понсия      | Стэнли              | 3:18         |
| 7.                  | «Two Sides of the Coin»  | Фрейли              | Фрейли              | 3:16         |
| 8.                  | «She’s So European»      | Симмонс, Понсия     | Симмонс             | 3:30         |
| 9.                  | «Easy as It Seems»       | Стэнли, Понсия      | Стэнли              | 3:24         |
| 10.                 | «Torpedo Girl»           | Фрейли, Понсия      | Фрейли              | 3:44         |
| 11.                 | «You’re All That I Want» | Симмонс, Понсия     | Симмонс             | 3:04         |
| Общая длительность: | Общая длительность:      | Общая длительность: | Общая длительность: | 20:16        |

### Is That You?
Первоначально записана Джерардом МакМахоном в 1979 году. Музыкальная история Джерарда начинается с начала 1970-х. Он играл на клавишных в сольном альбоме Джимми Ибботсона «Nitty Gritty Ibbotson» 1977 года. Также на гитаре со Стивом Сайксом, с которым Джерард делал несколько проектов, включая альбом 1980 года «Blue Rue» записанный на Джерарда МакМахона и Кида Лайтнинга и один из его двух сольных альбомов «Gerard». Джерард позже содействовал с материалом саундтрека «Fast Times at Ridgemont High» (1982 года).
Менеджер Джерарда искал продюсера и рассмотрел Вини Понсия как кандидата. В результате Винни послушал несколько демо-записей МакМахона и ему понравилась «Is That You?», в результате чего он взял её на рассмотрение группе Kiss. Группе, в частности Полу, песня понравилась, и было решено добавить её в альбом. «Is That You?» была выпущена как сингл на нескольких рынках, в частности Австралийском и Голландском, но это не сделало никаких прорывов в чартах. В Австралии сингл продавался всего лишь несколько недель в октябре 1980, пока не был удалён, что сделало его одним из редчайших синглов Австралии из всего репертуара группы, помимо «Radioactive» Джина Симмонса из его одноимённого альбома.
Были небольшие изменения между версиями песни Пола и Джерарда. В тексте песни была заменена строчка «act your age, get back in your cage» на «act your age, get off your stage». Третий куплет первоначальной версии песни:

Don’t like drivin’ to the high school

Just for kicks, you crazy chick

I oughta cross you out of my black book

You’re out of line, in your own case.

был напрочь удален.
В результате изменений версия Kiss продолжалась 3:55 в то время как дорожка из первоначального демо Джерарда занимала 4:23.

### Shandi
Shandi — песня, окутаная слухами о том, что в её записи из состава Kiss принимал участие только Пол Стэнли. Партия бас-гитары была сыграна Томом Харпером, который был гитарным техником Пола во время тура «Dynasty Tour».

Джин Симмонс не был в студии в один день и продюсер (Винни Понсиа) дал мне кассету с «Shandi» и сказал «Иди домой и учи это, ты будешь играть завтра». Джин услышал запись на следующий день и согласился позволить ей остаться.
Оригинальный текст (англ.)Gene was out of the studio one day and the producer (Vini Poncia) gave me a tape of «Shandi» and said, «Go home and learn this, you’re playing tomorrow». Gene heard the track the following day and agreed to let it stay

— Otaku
На клавишных играла Холли Найт. Ударные партии, как и на остальных дорожках альбома «Unmasked», играл Энтон Фиг. Пол Стэнли естественно пел песню и исполнял гитарные партии. С названием песни, придуманным Винни, Пол написал музыку к песне на 12-струнной акустической гитаре, в попытке сотворить нечто похожее на песню Брюса Спрингстина «4th of July, Asbury Park (Sandy)», хотя без сомнения с воспоминаниями песни «Hard Luck Woman». Характер песни менялся на протяжении обобщения и глобализации производства Винни Понсия. В результате, согласно с Полом, производство совершенно изменило характер песни и она

Видимо, до такой степени отполировалась и кастрировалась, что, я считаю, сердца песни не стало
Оригинальный текст (англ.)Seemed to get polished and neutered to a point that I believe took away the heart of the song

— KISS Box Set
«Shandi» была первым синглом с «Unmasked», продвигаемая как

Это совсем не как прежняя музыка KISS, которую вы, пока что, слышали. Это мотив, который вы будете слышать на пляжах всё лето. Это такая песня, от постоянного напевания которой вы просто не отделаетесь!
Оригинальный текст (англ.)It is unlike any KISS music you’ve heard yet. This is the tune you’ll hear on the beach all summer. It’s the kind of song you just can’t help singing along with!

— Chapter 29 — Unmasked
Сингл смог добиться лишь позиций в топ-10 в Австралии, Новой Зеландии и Норвегии, в то время как по существу он был нацелен на США. Другие чарты включили сингл в топ-40 в Германии и Голландии, где альбом издавался хорошо благодаря сильной рекламной работе группы.
Видеоклип, созданный для «Shandi» был первым для группы клипом, который включал больше концертного, чем чистого исполнения. Это также было последнее появления Питера Крисса с группой до видео «Psycho Circus» в 1998 году.

### Talk to Me
Несмотря на то, что песня Эйса Фрэйли «Talk To Me» не была выпущена, как отдельный сингл в США, она стала хитом в топ-40 в Австралии, Голландии и Германии. Лучшее достижение её было в Швейцарии, где она добилась № 10 места в национальных чартах. В большинстве международных рынков «Talk To Me» была выпущена как второй сингл из альбома, обычно с песней «Naked City» на другой стороне, кроме Японии, где на другой стороне сингла была песня «Easy As It Seems», поскольку «Naked City» уже была выпущена на второй стороне ранее вышедшего там сингла «Tomorrow».
Группа засняла на видео исполнение под фонограмму на телевидении западной Германии, впоследствии это видео было принято как нечто вроде неофициального промо к альбому. Эта песня и вторая песня Эйса «Two Sides Of The Coin» были единственными двумя песнями альбома, к авторству которых не приобщился Вини Понсия.

### Naked City
Песня написана Джином Симмонсом, Бобом Куликом, Винни Понсия и Эмилем Тэлем (англ. Emil Thielhelm) (более известным как Пэппи Кастро. Первоначальное демо для песни записали Джин, Пол, Боб Кулик, Карла ДеВито и Пэппи на студии 54 Studios.
За все годы его совместной работы с Kiss и истории сотрудничества с группой, уходящей в 1973 год, это было первое официальное соавторство Боба Кулика с группой. Карла же была всего лишь гастролирующей вокалисткой с Митом Лоуфом на протяжении концертного тура к Bat Out of Hell, который также включал Брюса и Боба Куликов.

### What Makes The World Go ‘Round
Песня написана Полом Стэнли и Винни Понсия, была выпущена как сингл, на обратной стороне которого размещалась песня «Naked City». Выпущен сингл был а Англии и Франции, однако в чарты не попал. Тем не менее в Великобритании сингл стал весьма коллекционируемым благодаря обложке, на которой был изображен Эйс Фрэйли, окутанный дымом, выходящим из его чёрного лес пола. Французская версия также получила схожую с английской популярность, так как использовала часть обложки альбома «Unmasked» для обложки сингла. В записи песни гитарное соло было исполнено Полом Стэнли.

### Tomorrow
Написали песню Пол Стэнли и Винни Понсия. Бас и гитарное соло на записи сыграл Пол Стэнли.
«Tomorrow» как сингл продавалась крайне безуспешно, добившись позиции в чарте только в одной стране: Германии, где и то она попала только на позицию № 70.

### Two Sides of the Coin
Вложения Эйса в «Unmasked» отмечается его самым большим творческим вложением в один альбом Kiss. С тремя песнями он превысил собственных рекорд в две песни (и кавер) в работе над предыдущими альбомами. Из этого роста видно количество материала, который Эйсу принес выгоду от «сольного» альбома 1978 года — как в сроках творческого потенциала, так и в доверии. Эта песня позже попала (единственная из данного альбома) в американских сборник «Greatest KISS», выпущенный в 1997 году.

### She’s So European
Группа засняла видео исполнения этой песни под фонограмму на западногерманском телевидении, и вскоре оно было принято в качестве неофициального промо для альбома. Куплеты первоначальной версии песни отличались от записанной версии. В первоначальном виде было:

She speaks French to the waiters

In between sips of pink champagne

Hors d’Oeuvres are nothing special

She says Paris is still the same.

Эти строки заменили на

She walked in like a lady

With a glass of pink champagne

I wouldn’t look if you paid me

'cause to me she’s still the same

В первичной идее песни можно найти отголоски песни Джина Симмонса «Rockin’ in the USA».

### Easy As It Seems
Песня была написана Полом Стэнли и Вини Понсия. Её особенностью является то, что ввиду отказа Эйса Фрэйли играть партию лидирующей гитары, Пол Стэнли играл гитарное соло, а также партию бас-гитары.

### Torpedo Girl
Третья в альбоме песня Эйса Фрэйли и единственная из записей Эйса на «Unmasked», к редактированию которой присоединился Вини Понсия. Винни редактировал песни и был соавтором 8 из 11 песен в альбоме. Эйс также играл партию баса на записи, что ставит её в статус «комической» для Kiss записи на сегодняшний момент.

Эйс иногда играл на басу тоже. Он играл на басу в «2,000 Man» и «Torpedo Girl». И я не всегда играл на басу. Я играл на гитаре в «Almost Human» и нескольких других песнях. Идея здесь такова, что даже если сказано

Джин Симмонс — бас

Пол Стэнли — гитара

Эйс Фрэйли — гитара

Питер Крисс — ударные

Все делают то, что должно быть сделано, потому, что это до сих пор называется Kiss. Мы не играем в игру, которая включает каждого игрока на бубне и бэк-вокалиста. Это нонсенс.
Оригинальный текст (англ.)
Ace sometimes played bass, too. He played bass on «2,000 Man» and «Torpedo Girl». And I didn’t always play bass. I played guitar on «Almost Human» and a few other songs. The idea here is that, even though it says Gene Simmons, bass; Paul Stanley, guitar; Ace Frehley, guitar and Peter Criss, drums, everybody does whatever has to be done because it’s still called Kiss. We don’t play the game of giving credit to every tambourine player and background vocalist. That’s nonsense
— Jeff Kitts — Guitar World Magazine, 1997

### You’re All That I Want
Автор песни Джин Симмонс, хотя к её редактированию приобщился и продюсер Винни Понсия. Джин Симмонс утверждает, что песня была написана в 1977 году.

## Участники записи
- Джин Симмонс — бас-гитара, вокал, ритм-гитара на «You’re All That I Want»
- Пол Стэнли — ритм-гитара, вокал, гитарное соло и бас в «Tomorrow» и «Easy As It Seems», основная гитара в «Shandi», гитарное соло на «What Makes The World Go ‘Round» и «It that you?»
- Эйс Фрейли — основная гитара; все гитары и бас в «Talk to Me», «Two Sides of the Coin», и «Torpedo Girl»; гитарное соло на «Naked City»; акустическая гитара, бэк-вокал
- Питер Крисс — ударные (указан в альбоме, но в записи участия не принимал)

приглашённые музыканты:
- Боб Кулик — дополнительная гитара на «Naked City» (не указан в альбоме)
- Энтон Фиг — ударные (не указан в альбоме)
- Том Харпер — бас-гитара в «Shandi»
- Холли Найт — клавишные в «Shandi»
- Вини Понcия — продюсер, клавишные, бэк-вокал

## Позиции в чартах
Чарт Pop альбомы
| Год  | Позиция | Номинатор                    |
| ---- | ------- | ---------------------------- |
| 1980 | 35      | Billboard (Северная Америка) |

Чарт Pop синглы
| Год  | Сингл        | Позиция | Номинатор                  |
| ---- | ------------ | ------- | -------------------------- |
| 1980 | «Shandi»     | 56      | Billboard (США)            |
| 1980 | «Shandi»     | 10      | Billboard (Австралия)      |
| 1980 | «Shandi»     | 5       | Billboard (Австрия)        |
| 1980 | «Talk to Me» | 39      | Billboard (Австрия)        |
| 1980 | «Shandi»     | 70      | Billboard (Канада)         |
| 1980 | «Shandi»     | 28      | Billboard (Германия)       |
| 1980 | «Talk to Me» | 32      | Billboard (Германия)       |
| 1980 | «Tomorrow»   | 70      | Billboard (Германия)       |
| 1980 | «Shandi»     | 24      | Billboard (Голландия)      |
| 1980 | «Talk to Me» | 39      | Billboard (Голландия)      |
| 1980 | «Shandi»     | 4       | Billboard (Норвегия)       |
| 1980 | «Shandi»     | 6       | Billboard (Новая Зеландия) |
| 1980 | «Talk to Me» | 10      | Billboard (Швейцария)      |